# Уса (река)
Уса (рус; блр. Уса) река је у јужној Белорусији. Протиче кроз Валожински и Стовпцовски рејон Минске области и кроз Навагрудски рејон Гродњенске области.
Извире из јаког врела у Дзјаржинском рејону и одатле тече ка југу уз интензивно меандрирање. Протиче између градова Дзјаржинска и Фанипаља, након чега скреће ка југоистоку и протиче између града Узде и села Његарејале, недалеко одакле се улива у реку Њемен.
Укупна дужина тока је 75 km, а површина слива 665 km². Просечан проток је око 5 m³/s.